# Cyclomia ebuleata
Cyclomia ebuleata är en fjärilsart som beskrevs av Walker 1862. Cyclomia ebuleata ingår i släktet Cyclomia och familjen mätare. Inga underarter finns listade i Catalogue of Life.